# Unabhängige Wähler-Vereinigung der Stadt Weilheim
Die Unabhängige Wähler-Vereinigung der Stadt Weilheim (UWV) ist eine politische Vereinigung in der oberbayerischen Kreisstadt Weilheim i.OB.
Sie trat 1978 bei der Landtagswahl in Bayern im Wahlkreis Oberbayern an und errang 189 Erststimmen sowie 446 Zweitstimmen.
Inzwischen tritt die UWV als Ortsgruppe der Freien Wähler an. Derzeit stellt sie einen Abgeordneten im Stadtrat von Weilheim.

## Weblink
- Website der UWV